# Капан за сънища (филм)
Капан за сънища (на английски: Dreamcatcher) е американски научнофантастичен филм на ужасите от 2003 г., по романа на Стивън Кинг, носещ същото заглавие. Филмът е режисиран от Лорънс Каздън, с участието на актьора Морган Фрийман.
Четирима приятели от детството, които са си общували чрез телепатия, се събират 25 години по-късно, за да се справят с тайнствена извънземна сила.
Компанията, която реализира проекта е Castle Rock, седяща зад Изкуплението Шоушенк.